# 바비 (모델)
바비(Barbie)는 덴마크의 모델, 포르노 배우이다. 1990년대 말부터 덴마크에서 포르노 배우로 활동했으며 나중에 독일로 이주했다.

## 출연 작품
- Barbie boller bedst (1998)
- Barbie: Danmarks vildeste brud (1999)
- SexOrama (2000)